# ロマン・アグノエル
ロマン・アグノエル（フランス語:Romain Haguenauer）は、フランスの元フィギュアスケート選手(アイスダンス)。現在はフィギュアスケートコーチ、振付師。パートナーはマリアンヌ・アグノエル。

## 経歴
5歳の時からミュリエル・ザズーイに師事していた。妹のマリアンヌと組んで1995年のオンドレイネペラメモリアルで優勝をした。その後21歳で引退し、コーチであるミュリエル・ザズーイの元でコーチ、振付師として活動を始めた。
2014年5月、ガブリエラ・パパダキス/ギヨーム・シゼロン組のプログラムの振付のためにカナダを訪れる。マリー＝フランス・デュブレイユとパトリス・ローゾンにフランスから離れる考えがあることを告げると、彼らから誘いを受け決意。7月には17年間コーチ業を行ったリヨンを離れ、2組の生徒を連れてモントリオールのデュブレイユとローゾンのチームに加わった。
2017年6月17日、元フィギュアスケート選手のジャマル・オスマンと結婚した。

## 主な戦績
| 大会/年            | 1995-96 | 1996-97 |
| ------------------ | ------- | ------- |
| フランス選手権     |         | 6       |
| フランス杯         | 8       |         |
| ネペラ記念         | 1       |         |
| スケートイスラエル | 棄権    |         |

## 生徒
過去担当した生徒
- イザベル・ドロベル/オリヴィエ・シェーンフェルダー
- マリー＝フランス・デュブレイユ/パトリス・ローゾン
- ナタリー・ペシャラ/ファビアン・ブルザ
- アンナ・カッペリーニ/ルカ・ラノッテ
- ペルネル・キャロン/マシュー・ヨスト
- ペルネル・キャロン/ロイド・ジョーンズ
- ティファニー・ザホースキ/アレクシ・ミアル
- ルイーズ・ウォルデン/オーウェン・エドワーズ
- ガブリエラ・パパダキス/ギヨーム・シゼロン